# Heteronarce bentuviai
Heteronarce bentuviai  (лат.) — вид скатов рода Heteronarce семейства нарковых (Narkidae) отряда электрических скатов. Это хрящевые рыбы, ведущие донный образ жизни, с крупными, уплощёнными грудными и брюшными плавниками в форме диска, выраженным хвостом и двумя спинными плавниками. Они способны генерировать электрический ток. Обитают в тропических водах западной части Индийского океана на глубине до 200 м. Максимальная зарегистрированная длина 19 см.

## Таксономия
Впервые вид был научно описан в 1989 году. Голотип представляет собой самца длиной 19,1 см, ширина диска 9,1 см, пойманного в заливе Акаба на глубине 160 м. Паратипы: самцы длиной 17,1—19,2 см, пойманные там же на глубине 80—200 м, самки длиной 14,9—17,2 см, пойманные там же на глубине 160 м и мёртвый самец длиной 12,5 см, найденный на берегу Эйлата. Вид назван в честь Адама Бен-Тувиа из Еврейского университета в Иерусалиме за его вклад в изучение рыб, обитающих в водах Израиля.

## Ареал
Heteronarce bentuviai обитают в западной части Индийского океана. Эти скаты являются эндемиками залива Акаба и встречаются на глубине от 80 до 200 м на песчаном или илистом дне.

## Описание
Грудные плавники образуют овальный, круглый или грушевидный диск. Кожа лишена чешуи. Рыло удлинённое и широко закруглённое. Хрящевой каркас редуцирован и представляет собой тонкий медиальный стержень. Ноздри расположены непосредственно перед ртом и соединены с ним широкой канавкой. Они окружены длинными кожными складками, которые соединяются, образуя центральный лоскут, частично покрывающий рот.
Позади глаз имеются брызгальца. У основания грудных плавников перед глазами сквозь кожу проглядывают электрические парные органы в форме почек, которые тянутся вдоль тела до конца диска.
Максимальная зарегистрированная длина 19,2 см. Дорсальная поверхность тела и хвоста окрашена в песочно-коричневый цвет. Над электрическими органами и у основания грудных плавников имеются парные тёмно-коричневые пятна, кроме того, первый спинной и хвостовой плавники окрашены в тёмно-коричневый цвет.

## Биология
Heteronarce bentuviai являются донными морскими рыбами. Они размножаются яйцеживорождением, эмбрионы вылупляются из яиц в утробе матери и питаются желтком и гистотрофом.

## Взаимодействие с человеком
Эти скаты не представляют интереса для коммерческого рыболовства. Иногда они попадаются в качестве прилова при коммерческом промысле с помощью тралов и жаберных сетей. Пойманных рыб выбрасывают за борт, вероятно, уровень выживаемости среди них низкий. Данных для оценки Международным союзом охраны природы статуса сохранности вида недостаточно.